# Caserne de Kowloon Est
La caserne de Kowloon Est (九龍東軍營) est une installation militaire de Hong Kong utilisée par l'armée populaire de libération chinoise. Avant la rétrocession de Hong Kong à la Chine en 1997, elle était utilisée par l'armée britannique et nommée « caserne Osborn » (Osborn Barracks).
Située dans le nord de Kowloon sur Waterloo Road (en) et Junction Road (en), elle se trouve en face de l'université baptiste de Hong Kong.

## Histoire
L'installation militaire est construite en 1945 après la libération de Hong Kong. Elle est nommée en l'honneur du sergent-major canadien John Robert Osborn des Grenadiers de Winnipeg (en) qui est mort héroïquement en 1941 durant la bataille de Hong Kong contre les Japonais et décoré à titre posthume de la  croix de Victoria. La statue d'un soldat anonyme de la Première Guerre mondiale lui rend hommage Elle faisait à l'origine partie de la collection de statues d'Eu Tong Sen (en) et placée à la villa Eucliff. Lors de la démolition de celle-ci dans les années 1980, la famille Eu fait don de la statue à la caserne Osborn où elle reste pendant 20 ans avant d'être déplacée dans le parc de Hong Kong à la suite de la rétrocession de la ville à la Chine.
Une partie du terrain de la caserne d'Osborn (à l'est de Renfrew Road) est donnée à l'université baptiste de Hong Kong pour le développement d'un nouveau campus au début des années 1990. Le dernier régiment de l'armée britannique à occuper la caserne est le régiment de soutien logistique de Hong Kong (en). Après la rétrocession de Hong Kong à la Chine, la caserne Osborn est utilisée par l'armée populaire de libération chinoise.
Un héliport est situé le long de Renfrew Road.
En 2015, Albert Chan (en) suggère que la caserne soit démantelée pour faire plus de places à des espaces résidentiels.

## Galerie

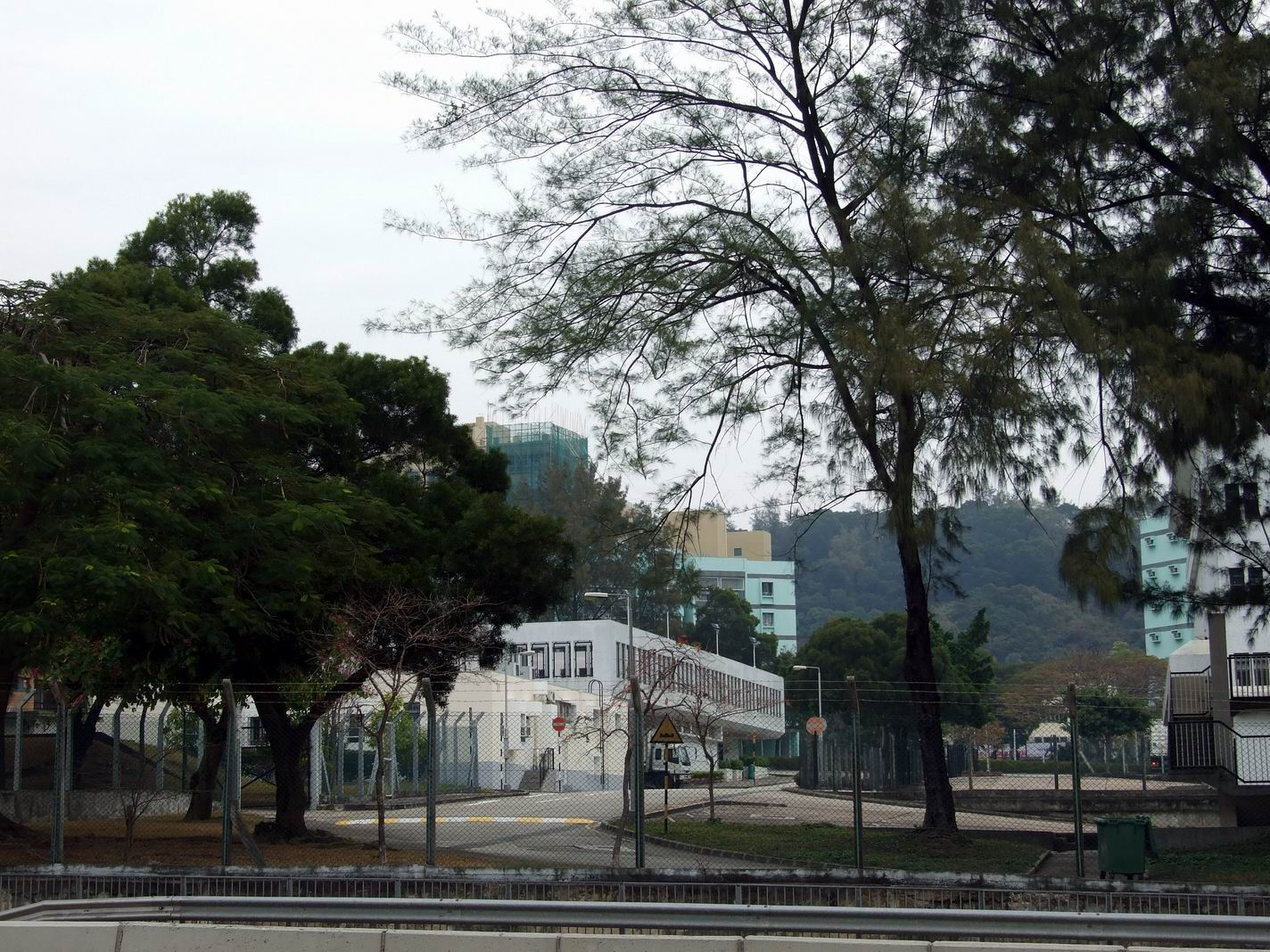
Caserne de Kowloon Est
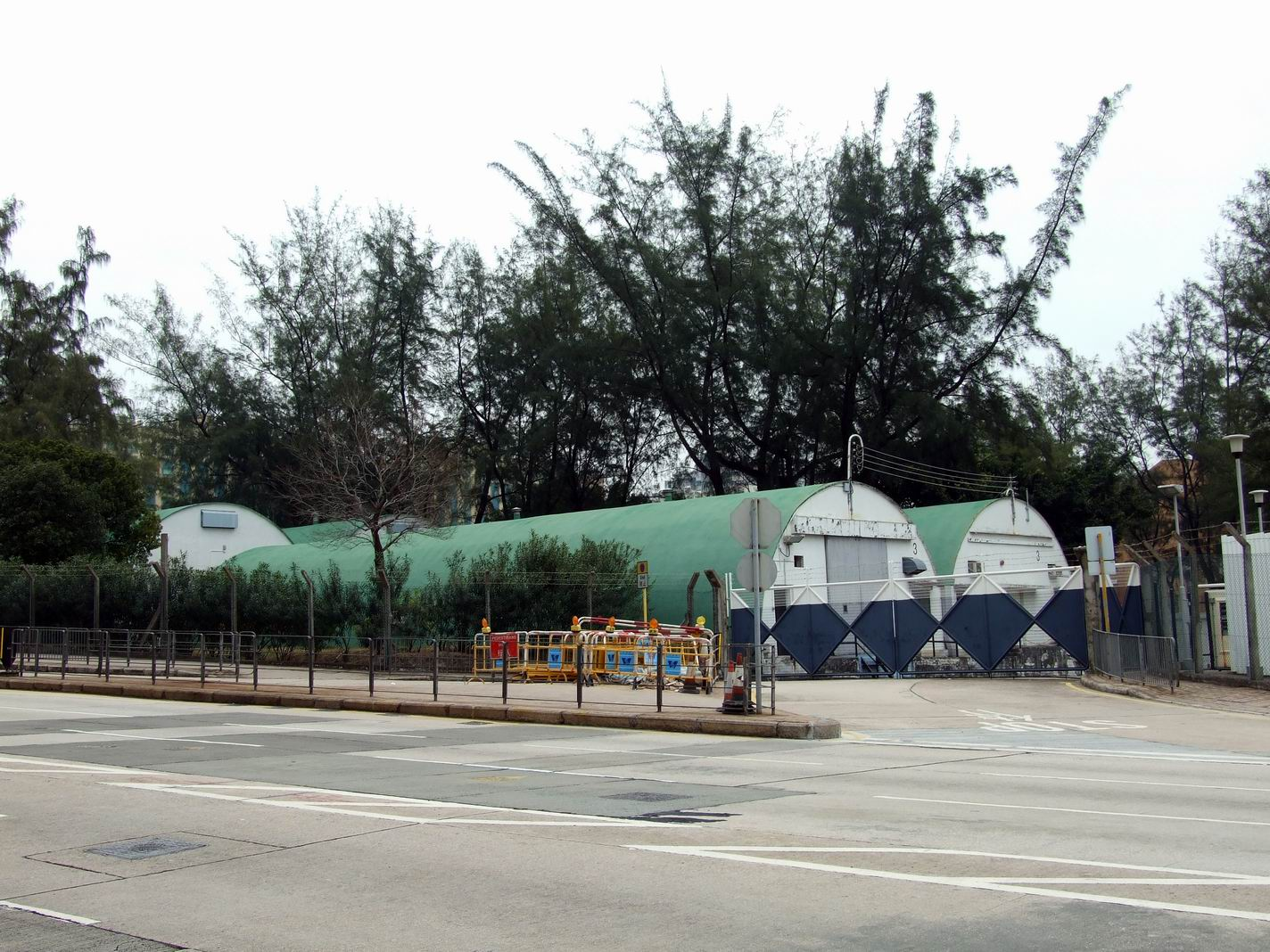
Entrée sur Junction Road (en)
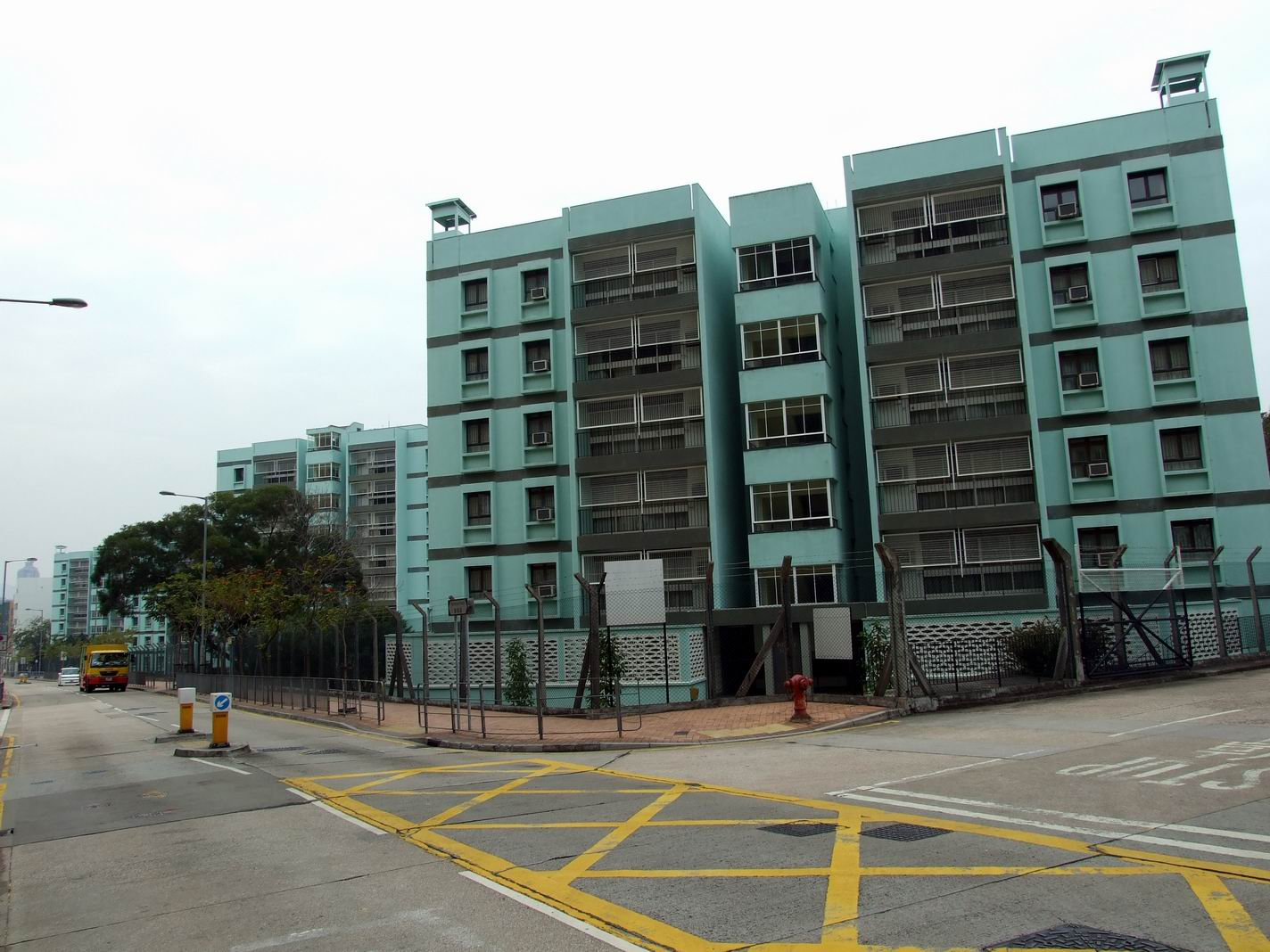
Dortoirs à côté de Renford Road